# Salar de Atacama
Salar de Atacama är en saltslätt i Chile.   Den ligger i regionen Región de Antofagasta, i den norra delen av landet, 1 100 km norr om huvudstaden Santiago de Chile. Arean är 3 000 kvadratkilometer.